# Provincia de Spania

La Provincia de Spania (en verde) aproximadamente el año 560

La provincia de Spania (en latín Provincia Spaniae), llamada también como Hispania bizantina, fue una provincia del Imperio romano de Oriente entre los siglos VI y VII. La provincia, la más occidental de cuantas constituyeron el Imperio a lo largo de su historia, se formó como parte de las campañas militares de Justiniano I el Grande en sus esfuerzos por restaurar el Imperio romano de Occidente. Su territorio incluía una zona de la península ibérica arrebatada al reino visigodo, que había formado parte del desaparecido reino vándalo. La ciudad de Septem (actual Ceuta), aunque también perteneció al reino visigodo, fue incluida en la provincia de Mauretania Secunda.

## Fuentes

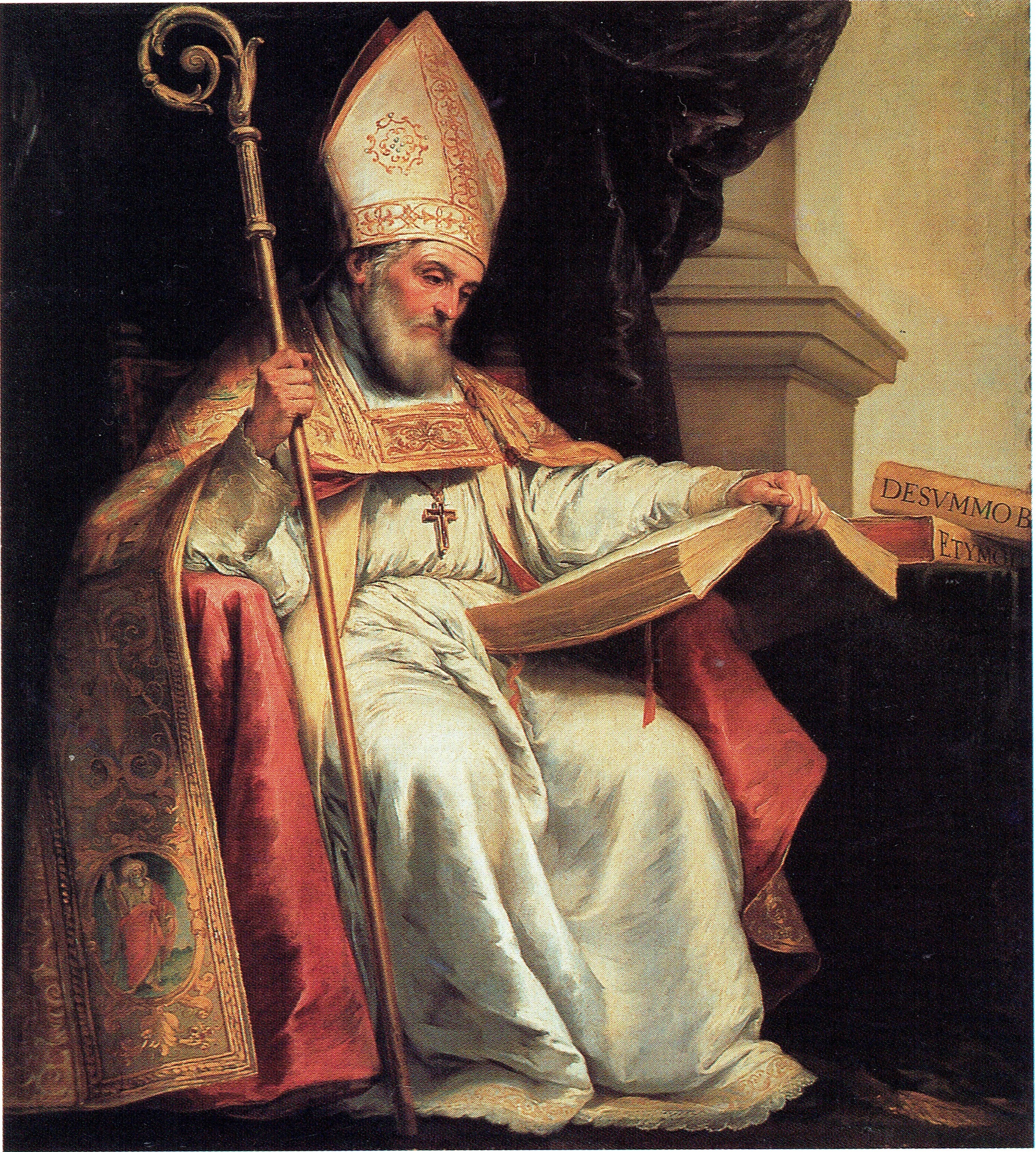
Isidoro de Sevilla, autor de la Historia Gothorum, una de las fuentes para este periodo.

## Contexto histórico

### Los visigodos

Extensión del reino visigodo hacia el año 500 d. C.

Los visigodos eran un pueblo germánico originario de Gotlandia, en la actual Suecia, que en el marco de las invasiones bárbaras penetraron en el Imperio romano a finales del siglo IV y tras diversas vicisitudes, en el año 418 se instalaron en la provincia de Aquitania Secunda, en la costa occidental de la Galia, en calidad de foederati del Imperio. Entre las funciones asignadas a los visigodos estaba el mantenimiento de la pax romana en Hispania, amenazada por otros pueblos bárbaros y por frecuentes revueltas campesinas conocidas como bagaudas. Con ese título, los visigodos fueron penetrando en Hispania, y a finales del siglo V, ya desaparecido el Imperio romano de Occidente y convertidos en reino, alcanzaron su máxima expansión. En ese momento formaban la mayor unidad política de Europa Occidental, que abarcaba desde la margen sur del río Loira al estrecho de Gibraltar, con la única excepción de Gallaecia y las montañas vascas.
En 507, los visigodos sufrieron una desastrosa derrota en la batalla de Vouillé a manos de los francos y perdieron todas sus posesiones al norte de los Pirineos, excepto la Septimania. Como consecuencia, los visigodos emigraron masivamente a Hispania y trasladaron su capital a Toledo, intensificándose la germanización de la península ibérica, que hasta ese momento los visigodos habían considerado como unos dominios marginales y que a partir de Vouillé pasaron a ser la esencia de su reino.
Cuando se instalaron definitivamente en la península ibérica, los visigodos eran el pueblo más romanizado de los germanos que habían entrado en el Imperio romano. Sin embargo, eran arrianos, es decir, herejes a ojos de sus súbditos hispanorromanos, y hablaban su propia lengua, el gótico.
Los visigodos constituían una pequeña minoría de la población y, a falta de estadísticas, se puede afirmar que eran superados por sus súbditos hispanorromanos en una proporción de 10 a 1.

### Los hispanorromanos

La división provincial romana siguió vigente durante la dominación visigoda.

Los hispanorromanos eran los habitantes indígenas de Hispania que, tras siglos de dominación romana, habían adoptado la cultura romana. La romanización de Hispania fue muy profunda, debido a su temprana conquista. 
Bajo la dominación visigoda se mantuvo la estructura administrativa romana: división provincial, gobernadores con sus consejos, tribunales, derecho romano, impuestos, etc. 
Al parecer, la población romana, o al menos la minoría educada, tenía una gran conciencia de nacionalidad frente a otras pueblos con los que estaban en contacto: griegos, godos, judíos, etc. Aunque existían diversas minorías religiosas (paganos, judíos, priscilianistas, etc.), la gran mayoría de los hispanorromanos eran católicos fieles a la ortodoxia de la Iglesia.

### Los bizantinos

El Imperio bizantino en su apogeo bajo Justiniano I. Las conquistas de Justiniano aparecen en color naranja, incluyendo Spania en el extremo occidental.

El Imperio bizantino o Imperio romano de Oriente fue el estado formado a partir de la división de Diocleciano en la parte oriental del Imperio romano, con sede en la ciudad de Bizancio, conocida como Constantinopla a partir de su refundación por parte de Constantino y ser la capital del Imperio romano. 
Tras la caída de la parte occidental, los emperadores en Constantinopla se consideraban a sí mismos los legítimos gobernantes de las tierras del Imperio romano, tanto de Oriente como de Occidente. Este hecho sirvió como justificación para Justiniano I para su proyecto de guerras de expansión hacia el oeste, conocido como Recuperatio Imperii cuyo objetivo era recuperar las provincias Occidentales del Imperio (África, Hispania, Italia y Galia).

## Desarrollo de los hechos

### Conquista y establecimiento de la provincia
Ya hacia el año 546 un ejército bizantino había derrotado a Teudis en la disputa por Ceuta, que era una cabeza de puente importante para el plan del emperador bizantino Justiniano I de reconquistar Hispania, como había planeado tras la recuperación de las provincias del Antiguo Imperio romano de África (533) e Italia, conquistada a los ostrogodos en 554.
Según Isidoro de Sevilla, el año 552 se firmó un pacto entre el noble visigodo Atanagildo y Justiniano por el que el primero solicitaba ayuda militar para combatir a su rival, el rey visigodo Agila I. No está claro en qué consistió el pacto, aunque es posible que se acordara la cesión de territorios costeros, que eran de alto interés político-económico para el imperio Bizantino.
Ese año tropas bizantinas desembarcaron en Carthago Nova (Cartagena), ocupando otras importantes ciudades costeras y continuando su avance hacia el interior.
La ocupación se vio favorecida por la debilidad política y económica de los visigodos en las antiguas provincias romanas Cartaginense y Bética, que estaban dominadas mayoritariamente por terratenientes hispanorromanos hostiles a la dominación visigoda, y con una población fuertemente romanizada, siendo la ciudad de Corduba (Córdoba) un importante bastión de rebeldía.
Tras el fin de la conquista de Italia, Justiniano abordó una posible conquista de toda la península ibérica, para lo que envió refuerzos a sus bases en el litoral sudoriental de Hispania, desembarcando un notable contingente armado en Cartagena, que avanzó hasta Baza, y otro en Malaca, que se internó hasta Sevilla y quizá hasta Mérida. Sin embargo, Agila fue asesinado el 555, con lo que los visigodos se unieron en torno a Atanagildo y derrotaron al ejército bizantino, impidiendo que conectaran los dos cuerpos de ejército.
El rey visigodo obligó a los bizantinos a replegarse a las ciudades costeras ya conquistadas, donde se estableció la provincia bizantina de Spania, que comprendía también las Islas Baleares. Aunque no existen datos fiables sobre la organización de dichos territorios, existe cierto consenso acerca de que Cartagena, con el nombre de Cartago Spartaria, se convirtió en la capital de la provincia, y su administración correspondió a un magister militum Spaniae, con poder civil y militar. A partir de entonces se estableció una paz en la zona que se prolongó hasta la muerte del emperador Justiniano en 565.

### La reconquista visigoda

Regnum Visigothorum hacia 560.

Las tropas bizantinas en Spania no eran muy numerosas, debido a las guerras que mantenía el Imperio bizantino en otras regiones. Esta escasez de tropas hizo que los bizantinos se fortificaran en las ciudades que habían ocupado, dejando el terreno abierto a los visigodos y comenzando así un período de esporádicas luchas, sin resultados para ambos bandos.
El emperador Justiniano I murió en 565 y el rey Atanagildo falleció en 567. Los sucedieron Justino II, sobrino del emperador, y el rey Liuva I, respectivamente. El rey Liuva I asoció al trono a su hermano Leovigildo y murió en 572, quedando Leovigildo como rey. Con él se inició el fin de la provincia de Spania. El reinado de este monarca estuvo lleno de conflictos militares, políticos y religiosos, que con gran habilidad logró superar, logrando además conquistar una buena parte de la provincia de Spania.
Desde el 565, Atanagildo y sus sucesores, Liuva I y Leovigildo, fueron acosando con sucesivas campañas al poder bizantino, que se vio finalmente relegado a las ciudades del litoral. A finales del reinado de Recaredo, en los últimos años del siglo VI, los visigodos sufrieron algunas derrotas, según testimonio de Isidoro de Sevilla, y Bizancio consiguió tomar otras plazas interiores, quizá en la actual provincia de Almería y región de Murcia.

### El fin de la provincia
Sin embargo, en el balance de ininterrumpidas campañas que se sucedieron desde el reinado de Witerico (603-610), la provincia imperial bizantina fue perdiendo terreno progresivamente. Su sucesor visigodo, Gundemaro, atacó también a Bizancio durante su breve reinado, sin mucha fortuna. Sisebuto, rey desde 611, emprendió dos campañas con resultados favorables; al parecer, cayó Málaga, pues en el II Concilio Visigodo de Sevilla, celebrado en 619, estuvo presente el obispo de la importante ciudad costera. Al año siguiente fue destruida Cartagena y esta ya no recuperaría su obispado visigodo. 
El inicial apoyo de los hispanorromanos al Imperio bizantino se fue volcando hacia los siguientes reyes visigodos, ya convertidos al catolicismo desde 589, apurando de esta forma la conquista de territorios de la provincia de Spania hasta el año 624, cuando durante los reinados del visigodo Suintila y del emperador Heraclio los bizantinos abandonan definitivamente sus últimos establecimientos en las ciudades de la zona del estrecho que aún conservaban.

## La extensión de la provincia

La ocupación bizantina y la Provincia de Spania.

La extensión territorial de la provincia bizantina es uno de los puntos que permanecen sin esclarecer. Existe evidencia de la ocupación de Malaca y Carthago Spartaria, las actuales Málaga y Cartagena. También se sabe que Asidona (Medina Sidonia) y Sagontia fueron recuperadas por los visigodos de manos bizantinas. Respecto a Basti (Baza), Juan de Biclaro afirma que Leovigildo «devastó lugares que pertenecían a las ciudades de Baza y Málaga, tras rechazar a los soldados bizantinos», lo cual se interpreta como que Leovigildo devastó el territorium de ambas ciudades que estaban ocupadas por los bizantinos.Además, el hallazgo de un monasterio de tipo bizantino en Elda (Alicante) evidencia el control sobre el interior del área alicantina más allá de la costa.
Así, las únicas ciudades de cuya ocupación por tropas bizantinas estamos seguros son las mencionadas Malaca (Málaga), Carthago Spartaria (Cartagena), Asidona (Medina Sidonia), Sagontia (Gigonza) y Basti (Baza).
Las tropas de Justiniano ocuparon una parte importante de las provincias de la Bética y la Carthaginense y no hay duda de que controlaron toda la costa comprendida entre Cartagena y la desembocadura del Guadalete. La parte más discutida es la extensión de la provincia hacia el interior. Un punto clave de la discusión es la ocupación de Corduba (Córdoba). Como hemos visto, la ciudad estaba en rebeldía contra Agila y muchos historiadores dan por hecho su ocupación por las tropas de Justiniano e incluso algunos la han considerado la primera capital de la provincia bizantina.
De acuerdo con esta falta de evidencia histórica, cada autor nos ofrece su propia interpretación de la extensión de la zona ocupada por los bizantinos. Así, Orlandis Rovira (1988, pp. 68, 69) considera que la franja costera ocupada estaba «comprendida entre la desembocadura del Guadalete y el norte de Cartagena», mientras que da como improbable la posible ocupación de Córdoba y Sevilla por tropas imperiales. Norwich (1990, p. 254) dice que controlaron toda el área al sur de una línea imaginaria entre Gades (Cádiz) y Valentia (Valencia) y da por hecho que esto incluye la ocupación de Corduba (Córdoba). García de Cortázar Ruiz de Aguirre (2005, p. 136) muestra un mapa (ver ilustración) en el que la zona costera ocupada se extiende aproximadamente entre las actuales Portimão (en el Algarve portugués) y Alicante, mientras que hacia el interior incluye Corduba (Córdoba) e Hispalis (Sevilla). Amengual i Batle (2008, p. 171-178) por su parte, cuestiona la robustez de la argumentación de la pertenencia de las Baleares a Spania, ya que se apoya únicamente en una carta que habría dirigido el obispo Liciniano de Cartagena a Vicente de Ibiza, suponiendo una relación jerárquica entre ellos no especificada en la carta y ni siquiera se puede asegurar que Liciniano fuera obispo al ser redactada. Ante eso y hasta el momento, el único dato documentado sobre la territorialidad de las islas Baleares, después de la caída del Imperio Romano, es la agrupación de sus tres obispados con los obispados de Cerdeña durante el reino Vándalo, en el Concilio de Cartago de 484; en consecuencia, la conquista bizantina en 534 debió mantener esa adscripción sarda, por falta de alternativa y no está acreditado si se produjo una variación de su adscripción territorial después de las conquistas peninsulares bizantinas, sin poder descartarla tampoco.

## Administración

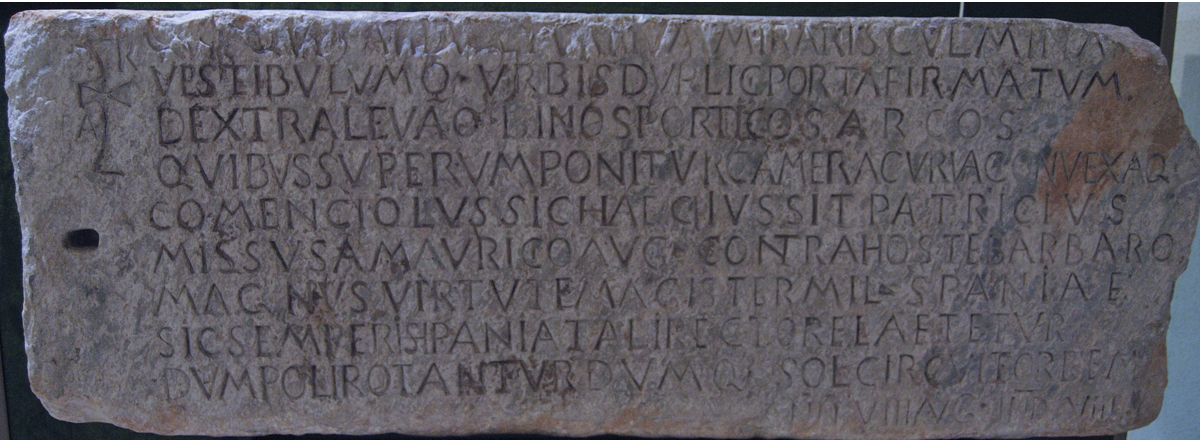
Lápida de Comenciolo en el Museo Arqueológico de Cartagena.

La ciudad de Carthago Nova (Cartagena), que había sido saqueada y destruida por los vándalos en 425, fue reconstruida, reamurallada, renombrada como Carthago Spartaria, o Justina, y designada como capital provincial. Principal testimonio de la reconstrucción de la ciudad es la lápida de Comenciolo que se colocó sobre las puertas de la entrada a la ciudad y que en la actualidad se encuentra en el museo arqueológico de Cartagena. La ciudad fue puesta bajo mandato de un gobernador que aparece en el texto llamado Comenciolo y designado como magister militum Spaniae. La inscripción data de entre el 1 de septiembre de 589 y el 13 de agosto de 590. Su texto reza:

QVISQVIS ARDVA.TVRRIVM MIRARIS.CVLMINA.
 VESTIBVLVMQ(ue).VRBIS. DVPLICI. PORTA. FIRMATVM.
 DEXTRA L(a)EVAQ(ue) BINOS PORTICOS.ARCOS
 QVIBUS.SVPERVM. PONITVR CAMERA CURVA CONVEXAQ(ue).
 COMENCIOLVS.SIC.HAEC IVSSIT.PATRICIVS
 MISSVS. A MAVRICIO.AVG.CONTRA.HOSTES.BARBAROS.
 MAGNVS.VIRTUTE.MAGISTER.MIL(ilitiae).SPANIAE.
 SIC.SEMPER.HISPANIA.TALI.RECTORE.LAETETVR.
 DVM.POLI.ROTANTVR.DVMQ(ue). SOL.CIRCVIT.ORBEM.
 ANN(o) VII. AVG(usti). IND(ictione). VIII
Quien quiera que seas, admira la difícil altura de estas torres, el vestíbulo de la ciudad, fortificado con una puerta doble, y, a derecha e izquierda, los dos pórticos y los arcos a los que se superpone una cámara curva y convexa. El patricio Comenciolo, enviado por el emperador Mauricio contra los enemigos bárbaros, mandó hacer así todas estas cosas. General del ejército de Hispania, y grande por su valor, así Hispania siempre se alegrará por tal gobernante, mientras los polos giren y el sol circunde el orbe. Año VIII de Augusto. Indicción VIII. (años 589-590 d.C.)

Gobernadores de la provincia de Spania: 
- 552-? (poco después)   Liberio (Petrus Marcellus Felix Liberius) (puede que sólo designado)

- (Mencionado entre 569/570)   Narsés (dudoso)

- (Mencionado entre 579/582)   Anónimo (mencionado por Gregorio de Tours)

- 587-589 Comenciolo

- 591-598 o 600-602   Comenciolo (posible segundo gobierno, aparece como Comitiolus)

- Hacia 615   Cesario (Caesarius)

- 624/625   Anónimo patricio romano (mencionado en la Crónica Albeldense) (dudoso)